# Misa criolla

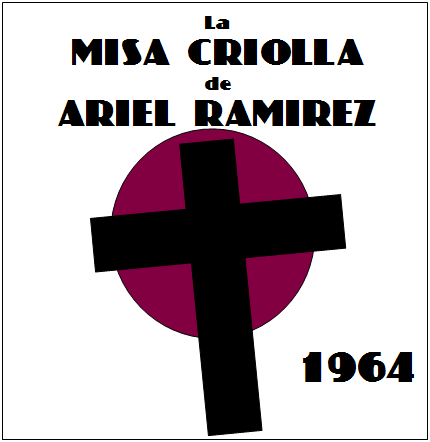
Carátula del álbum La misa criolla de Ariel Ramírez (1964).

La Misa criolla es una obra musical para solistas, coro y orquesta, de naturaleza religiosa y folclórica, creada por el músico argentino Ariel Ramírez (1921-2010). Los textos litúrgicos fueron traducidos y adaptados por los sacerdotes Antonio Osvaldo Catena, Alejandro Mayol y Jesús Gabriel Segade. La obra está dedicada a dos hermanas alemanas, Elisabeth y Regina Brückner, quienes ayudaron con alimentos a los prisioneros de un campo de concentración durante el nazismo.
La obra fue compuesta y grabada en 1964 y lanzada como álbum en 1965, con el grupo folklórico Los Fronterizos ―Eduardo Madeo, Gerardo López, Julio César Isella y Juan Carlos Moreno― (voces), Jaime Torres (charango), Chango Farías Gómez (percusión), Raúl Barboza (acordeón), Luis Amaya (guitarra), la Cantoría de la Basílica del Socorro ―dirigida por el presbítero Jesús Gabriel Segade― y un conjunto instrumental integrado por instrumentos regionales ―dirigido por el propio Ariel Ramírez―.
Simultáneamente con la Misa criolla, Ariel Ramírez compuso Navidad nuestra, con textos del poeta e historiador Félix Luna, e incluida como lado B del álbum. Ambas obras están relacionadas y en algunas oportunidades puede producirse la confusión de considerar que Navidad nuestra ―o algunos de sus temas― integra la Misa criolla.

## Historia de la composición
La primera inspiración de Ariel Ramírez para escribir una obra religiosa se produjo en los años cincuenta, cuando era un músico desconocido y residía en un convento en Würzburg (Alemania). Allí se relacionó con dos hermanas, Elisabeth y Regina Brückner, quienes le contaron que una hermosa casona frente al convento había sido un campo de concentración durante el nazismo ―apenas unos años antes―, y que ellas, a pesar de estar castigado con la muerte, noche a noche llevaban comida a los prisioneros.

Al finalizar el relato de mis queridas protectoras, sentí que tenía que escribir una obra, algo profundo, religioso, que honrara la vida, que involucrara a las personas más allá de sus creencias, de su raza, de su color u origen. Que se refiriera al hombre, a su dignidad, al valor, a la libertad, al respeto del hombre relacionado a Dios, como su Creador.

En 1954, Ariel Ramírez retomó su idea en un viaje por barco de Liverpool a Buenos Aires, y tomó la decisión de escribir algún día una obra musical en honor de esas dos hermanas alemanas.

Comprendí que solo podía agradecerles escribiendo en su homenaje una obra religiosa, pero no sabía aún cómo realizarla.

Ya en los años sesenta, Ariel Ramírez conversó su idea con un amigo de juventud y sacerdote, el padre Osvaldo Catena, en ese momento presidente de la Comisión Episcopal para Sudamérica, quien fue el que concibió la idea de «componer una misa con ritmos y formas musicales de esta tierra».
Una vez realizados los bocetos sobre la estructura, otro sacerdote y director de coro, el padre Jesús Gabriel Segade, fue quien realizó los arreglos corales. El padre Segade fue también quien dirigió el coro (la Cantoría de la Basílica del Socorro) en la primera versión de la Misa criolla.

## Estructura de la obra
El texto de la Misa Criolla es una adaptación realizada por los sacerdotes Antonio Osvaldo Catena, Alejandro Mayol y Jesús Gabriel Segade, del texto litúrgico en español de la misa católica, tal como había sido aprobado en 1963, por la Comisión Episcopal para Sudamérica, presidida precisamente por el padre Antonio Osvaldo Catena, siguiendo los lineamientos del Concilio Vaticano II.
La obra sigue estrictamente el ordinario de la misa. Lo que la hace singular, es el uso de ritmos musicales tradicionales de Argentina. La estructura es la siguiente:
- «Kyrie» (vidala-baguala).[2]
- «Gloria» (carnavalito-yaraví).
- «Credo» (chacarera trunca).
- «Sanctus» (carnaval cochabambino).
- «Agnus dei» (estilo pampeano).

## Músicos
En 1964 se grabó por primera vez la obra, y se publicó al año siguiente en la histórica placa Philips 820 39 LP.
- Ariel Ramírez: piano, clavecín y dirección general.
- Domingo Cura: percusión.
- Raúl Barboza: acordeón en «La anunciación».
- Jaime Torres: charango.
- Chango Farías Gómez: bombo y accesorios de percusión.
- Luis Amaya: guitarra criolla.
- Juancito el Peregrino guitarra criolla.
- José Medina: guitarra criolla.
- Alfredo Remus: contrabajo.
- Gerardo López: voz solista.
- Eduardo Madeo: voz solista.
- César Isella: voz solista.
- Juan Carlos Moreno: voz solista.
- Américo Belotto: director de grabación.
- Cantoría de la Basílica del Socorro: coro.
- Jesús Gabriel Segade: director del coro.

## Repercusiones

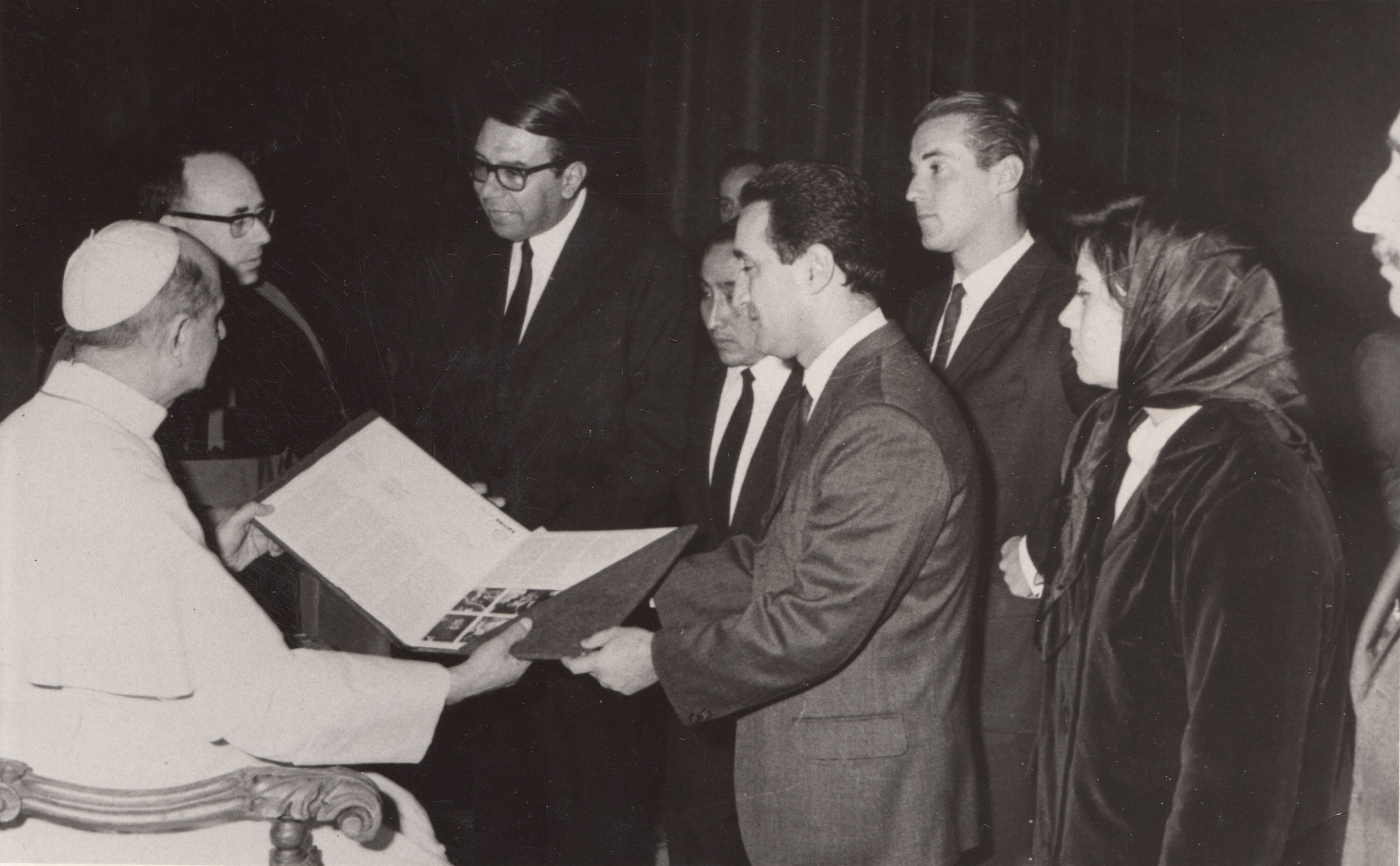
Ariel Ramírez hace entrega de un ejemplar de La Misa criolla al Papa Pablo VI (1967). Autor no identificado, Colección AR - Museo del Teatro Municipal 1° de Mayo.

El álbum fue galardonado con discos de oro y platino. Fue ingresado en el catálogo del Vaticano, donde también fue presentada bajo el pontificado del papa Pablo VI, como «obra de importancia religiosa universal».
Tanto Ariel Ramírez, como algunos de los intérpretes destacados de la Misa criolla, como Zamba Quipildor, han insistido en que la obra no debe verse como un mensaje estrictamente «católico», sino como la expresión de un sentimiento universal, vinculado al deseo de paz que existe en todas las culturas humanas.

## Versiones
La Misa criolla ha sido interpretada por destacados artistas de todo el mundo y se trata de la única obra musical argentina publicada en los cinco continentes.
En 1974, el cantautor argentino Zamba Quipildor realizó una versión en Italia, con el coro Los Madrigalistas (de Bucarest).
También en 1974 El Chango Farías Gómez reúne a músicos destacados del Rock argentino para realizar una versión Rock de la misa Criolla. Este grupo Lo bautizaron con el nombre de Gorrion. Este grupo solo se formó exclusivamente para adaptar la obra de Ariel Ramírez y luego se disolvió.
Cabe destacar que en julio de 1987, el tenor español Josep Carreras grabó una versión en el Santuario de la Bien Aparecida (en Cantabria), con la Coral Salvé de Laredo y teniendo como directores musicales al director de la coral, José Luis Ocejo y a Damián Sánchez, bajo la supervisión del propio compositor Ariel Ramírez (quien interpreta el piano y el clave) en la grabación (Philips CD 420 955). Actuaron en la grabación ―además de los citados José Carreras (tenor solista) y Ariel Ramírez (piano y clave)―, Arsenio Zambrano (charango), Domingo Cura (percusión), Lalo Gutiérrez (guitarra), Raúl Barboza (acordeón), Jorge Padin (percusión) y la Coral Salvé de Laredo (coro) bajo la dirección de José Luis Ocejo. Esta ha sido la versión de mayor difusión mundial.
La cantante peruana Chabuca Granda (1920-1983) grabó una versión en la Basílica de Guadalupe (México).
En el año 2000, la cantante argentina Mercedes Sosa grabó otra versión de la Misa criolla. Por ese álbum recibió el premio Grammy Latino.
En el año 2014, para la fiesta de Nuestra Señora de Guadalupe el 12 de diciembre, Patricia Sosa interpretó la Misa criolla en la basílica de San Pedro de la Ciudad del Vaticano para una misa presidida por el Papa Francisco.
En 2021 y con motivo de la celebración del centenario del nacimiento de Ariel Ramírez, Abel Pintos la interpretó en el Teatro Colón de Buenos Aires.
Entre 2021 y 2023 la cantante Pasión Vega canta "La misa criolla" en concierto por diversos escenarios de España El 12 de diciembre de 2023 la interpretó junto a David Bisbal en la Sagrada Familia de Barcelona.

## Navidad nuestra
La obra Navidad nuestra es una de las más importantes obras folclóricas argentinas de Ariel Ramírez (1921-2010) como músico y Félix Luna (1925-2009), como poeta, en una larga lista de creaciones compartidas. En este caso contaron con la colaboración del padre Antonio Segade.
Aunque la obra formó desde el principio pareja con la más famosa Misa criolla, como lado B del vinilo original, e incluso mucha gente las toma como una obra de conjunto, en realidad Navidad nuestra es una pieza aparte de la misa.
Se trata de una obra donde se recogen seis hitos del evangelio de infancia (haciendo, como es costumbre, mezcla del relato mateano con el lucano), y se los presenta en sendos ritmos folclóricos típicos de distintas regiones de la Argentina. Las poesías, a su vez, se adecuan a las formas habituales en cada uno de los géneros.
- "La anunciación" (chamamé).
- "La peregrinación" (huella pampeana).
- "El nacimiento" (vidala catamarqueña).
- "Los pastores" (chaya riojana).
- "Los reyes magos" (taquirari).
- "La huida" (vidala tucumana).

### Para oír
- «La “Misa criolla” interpretada por el cuarteto vocal Opus Cuatro»; video en el sitio web YouTube.
- «La “Misa criolla” (1964)», por Ariel Ramírez, Los Fronterizos, Jaime Torres, Luis Amaya, Domingo Cura y el coro Easo y Maitea (dirigidos por el Maestro Bastida); video en el sitio web YouTube.
- «La “Misa criolla”» descarga de audio mp3.
- «Mercedes Sosa ganó el Grammy por la “Misa criolla”», artículo del abril de 2006 en el sitio web Raíces Argentinas.
- «Misa con tenor criollo. Vuelve la obra clásica de nuestra música popular», artículo en el diario La Nación (Buenos Aires), del 27 de noviembre de 1997.

- Datos: Q1938600